# Aeroportul Pickens County
Aeroportul Pickens County (IATA: LQK, ICAO: KLQK, FAA LID: LQK) este un aeroport din Carolina de Sud, Statele Unite ale Americii ce deservește zona Pickens⁠(d). A fost numit după zona deservită.
Situat la o altitudine de 309 m, aeroportul dispune de 1 pistă.

## Infrastructură

### Piste
Aeroportul dispune de o singură pistă. Pista 5/23 are suprafața de asfalt și dimensiunile 5.002 picioare × 100 picioare. 